# Герцогство Корнуолл
Герцогство Корнуолл (англ. Duchy of Cornwall) — совокупность недвижимого имущества, принадлежащего наследнику королевского престола Великобритании.

Герб герцогов Корнуолльских

Было создано в 1337 году королем Эдуардом III для его сына и наследника Эдуарда, известного как Черный Принц. Ему был присвоен титул герцога Корнуоллского, который передается по наследству старшему сыну правящего британского монарха. 
Наследник королевского престола и его семья не получают денег на своё содержание от государства.  Им оплачиваются только расходы, связанные с выполнением государственных обязанностей. Поэтому они пользуются доходами от герцогства Корнуолл, которое представляет собой совокупность земельных участков общей площадью в 140 тысяч акров в 22 графствах с расположенными на них постройками и инфраструктурой. 
В состав имущества герцогства входит крикетный стадион «Овал» в Лондоне, а также множество исторических зданий на юго-западе Англии и на полуострове Корнуолл. На землях герцогства находится Дартмурская тюрьма в графстве Девон.
В 1990 году была создана компания Duchy Originals, которая занимается производством органических продуктов на землях герцогства и принадлежит Благотворительному фонду принца Уэльского.
Казначейство Великобритании должно одобрять все сделки с активами герцогства свыше 200 тысяч фунтов стерлингов. 
Герцогство Корнуолл не уплачивает корпоративный налог на прибыль, что подвергается критике. С 1993 года принц Уэльский Чарльз добровольно уплачивал подоходный налог на доходы, получаемые от графства (за вычетом расходов на выполнение государственных обязанностей).